# Adrian Voinea
Adrian Voinea (ur. 6 sierpnia 1974 w Fokszanach) – rumuński tenisista, reprezentant w Pucharze Davisa.

## Kariera tenisowa
Jako zawodowy tenisista Voinea występował w latach 1993–2003.
W grze pojedynczej awansował do 2 finałów turniejów rangi ATP World Tour, zwyciężając w 1999 roku w Bournemouth. W zawodach wielkoszlemowych najlepszym wynikiem Rumuna jest ćwierćfinał Rolanda Garrosa z 1995 roku, gdzie wyeliminował m.in. w 3 rundzie Borisa Beckera. Spotkanie o udział w półfinale przegrał z Michaelem Changiem.
W latach 1995–2003 Voinea reprezentował Rumunię w Pucharze Davisa, rozgrywając łącznie 18 meczów, z których w 10 triumfował.
W rankingu gry pojedynczej Voinea najwyżej był na 36. miejscu (15 kwietnia 1996), a w klasyfikacji gry podwójnej na 349. pozycji (21 sierpnia 1995).

### Finały w turniejach ATP World Tour
| Legenda                                      |
| -------------------------------------------- |
| Wielki Szlem                                 |
| Igrzyska olimpijskie                         |
| Tennis Masters Cup / ATP Finals              |
| ATP Masters Series / ATP Tour Masters 1000   |
| ATP International Series Gold / ATP Tour 500 |
| ATP International Series / ATP Tour 250      |

#### Gra pojedyncza (1–1)
| Końcowy wynik | Nr | Data             | Turniej     | Nawierzchnia | Przeciwnik     | Wynik finału     |
| ------------- | -- | ---------------- | ----------- | ------------ | -------------- | ---------------- |
| Finalista     | 1. | 29 września 1996 | Palermo     | Ceglana      | Karim al-Alami | 5:7, 1:2 krecz   |
| Zwycięzca     | 1. | 19 września 1999 | Bournemouth | Ceglana      | Stefan Koubek  | 1:6, 7:5, 7:6(2) |